# Smilax melastomifolia
Smilax melastomifolia es una especie de planta trepadora perteneciente a la familia  Smilacaceae, es originaria de Norteamérica. 

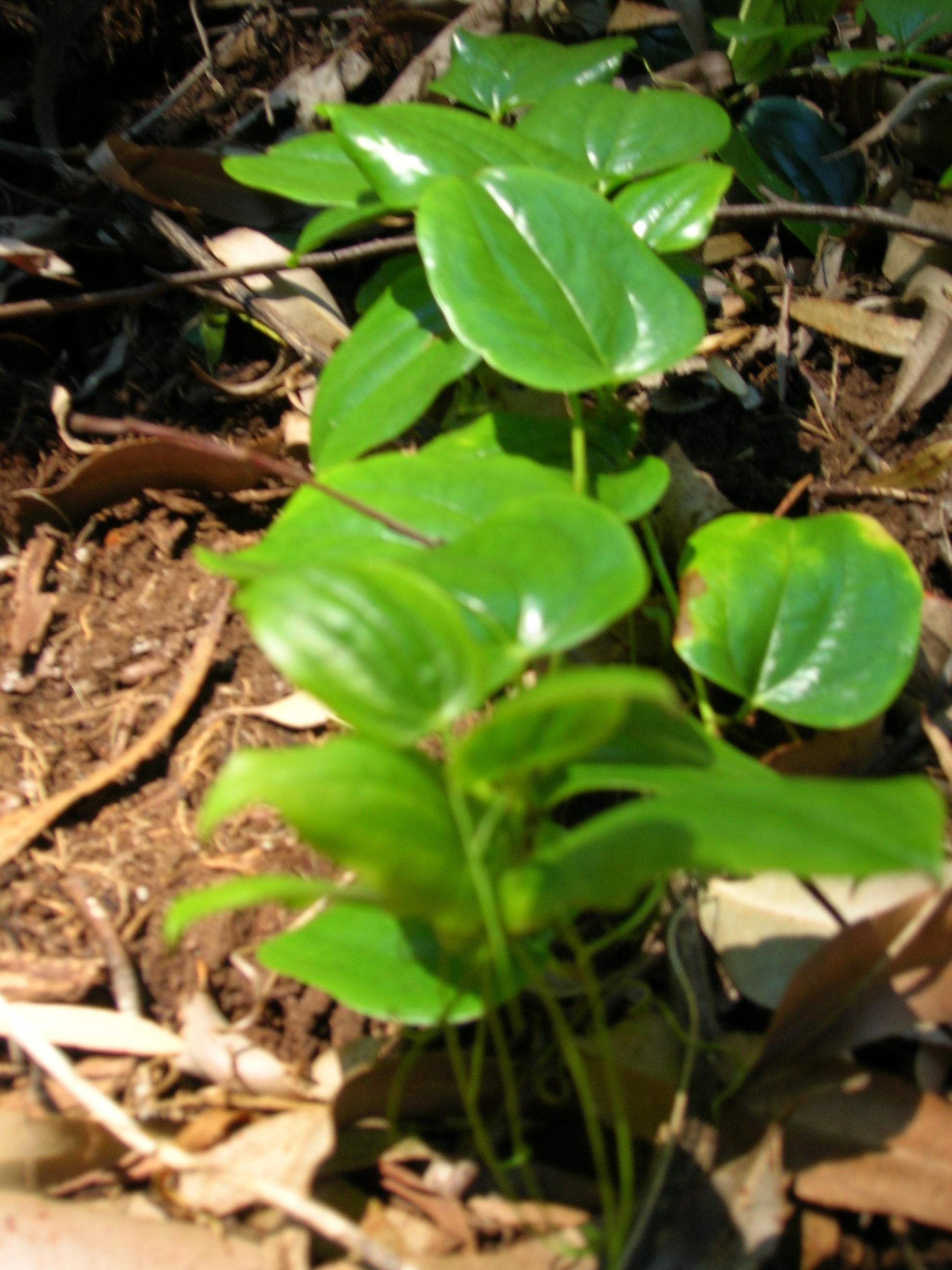
Hojas

## Descripción
Es una enredadera que se distribuye por Estados Unidos en Hawái.

## Taxonomía
Smilax melastomifolia fue descrita por James Edward Smith y publicado en Cycl. 33:, en el año 1816.
Etimología
Smilax: nombre genérico que recibe su nombre del mito griego de Crocus y la ninfa Smilax. Aunque este mito tiene numerosas formas, siempre gira en torno al amor frustrado y trágico de un hombre mortal que es convertido en una flor, y una ninfa del bosque que se transforma en una parra.
melastomifolia: epíteto latíno que significa "con las hojas de Melastoma".
Sinonimia
- Pleiosmilax menziesii Seem.
- Pleiosmilax sandwicensis (Kunth) Seem.
- Smilax hawaiensis Seem.
- Smilax sandwicensis Kunth[3]